# Movita Castaneda
Movita Castaneda, (Nogales, 12 april 1916 – Los Angeles, 12 februari 2015) was een Amerikaans actrice.
Castaneda werd geboren tijdens een treinreis van Mexico naar Arizona.
Ze was eerst getrouwd met de Ierse bokser, zanger en acteur Jack Doyle en van 1960 tot en met 1962 met acteur Marlon Brando. Opvallend was dat zij 8 jaar ouder was dan hij. Ze kregen twee kinderen. Haar rol was vaak een exotische zangeres, zoals in "Flying Down to Rio" uit 1933.
Ze woonde een groot deel van haar leven in Mexico.

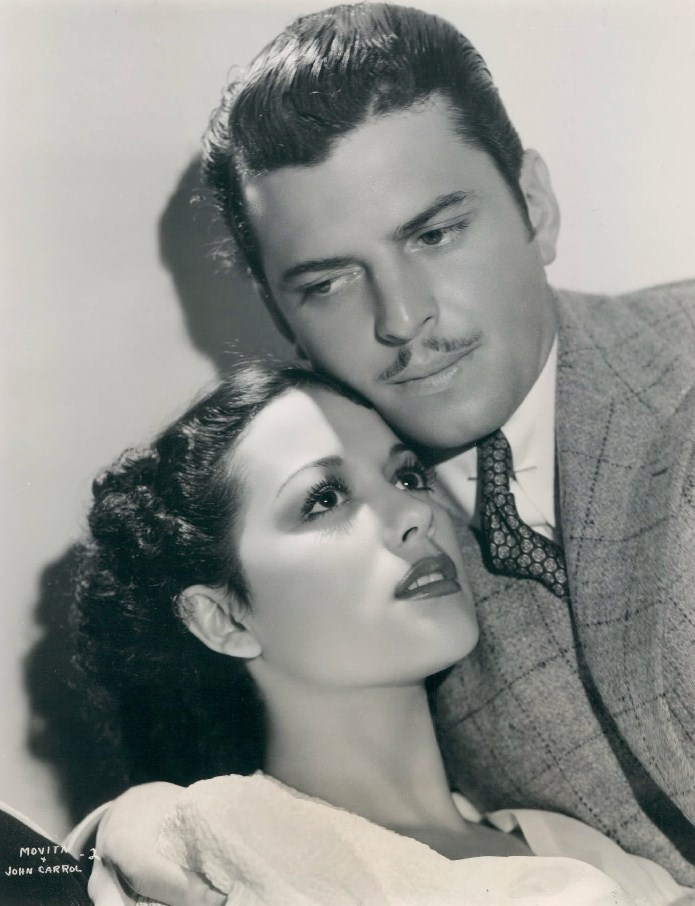
Movita met John Carroll in "Wolf Call" (1939)

Movita overleed op 98-jarige leeftijd in een verzorgingstehuis in Los Angeles.

## Filmografie
- 1933 · Flying down to Rio
- 1935 · Mutiny on the Bounty (1935)
- 1936 · Captain Calamity
- 1937 · Paradise Isle
- 1937 · The Hurricane
- 1938 · Rose of the Rio Grande
- 1939 · Wolf Call
- 1939 ·  Girl from Rio
- 1941 · Tower of Terror
- 1948 · Fort Apache
- 1949 · The Mysterious Desperado
- 1949 · Red Light
- 1950 · Wagon Master
- 1950 · The Furies
- 1951 ·  The Adventures of Kit Carson (tv-serie)
- 1951 · Saddle Legion
- 1952 · Wild Horse Ambush
- 1953 · Ride, Vaquero!
- 1953 · Dream Wife
- 1955 · Apache Ambush
- 1956-1957 · Conflict (televisieserie)
- 1958 · Cool and Lam
- 1977 · Panic in Echo Parc
- 1987-1989 · Knots Landing